# Merremia gemella
Merremia gemella är en vindeväxtart som först beskrevs av N. L. Burman, och fick sitt nu gällande namn av Hallier f. Merremia gemella ingår i släktet Merremia och familjen vindeväxter. Utöver nominatformen finns också underarten M. g. splendens.